# Чень Мен (борчиня)
Чень Мен (кит.: 陈萌; нар. 7 серпня 1986) — китайська борчиня вільного стилю, чемпіонка Азії, бронзова призерка Азійських ігор.

## Життєпис
Боротьбою почала займатися з 2001 року.
Виступала за спортивний клуб провінції Ляонін. Тренер — Лю Хай (з 2001).

## Спортивні результати на міжнародних змаганнях

### Виступи на Чемпіонатах світу
| Змагання                        | Збірна | Вагова категорія          | Місце |
| ------------------------------- | ------ | ------------------------- | ----- |
| Чемпіонат світу з боротьби 2010 | КНР    | жіноча боротьба, до 63 кг | 13    |

### Виступи на Чемпіонатах Азії
| Змагання                       | Збірна | Вагова категорія          | Місце  |
| ------------------------------ | ------ | ------------------------- | ------ |
| Чемпіонат Азії з боротьби 2007 | КНР    | жіноча боротьба, до 67 кг | Золото |

### Виступи на Азійських іграх
| Змагання           | Збірна | Вагова категорія          | Місце  |
| ------------------ | ------ | ------------------------- | ------ |
| Азійські ігри 2010 | КНР    | жіноча боротьба, до 63 кг | Бронза |

### Виступи на інших змаганнях
| Змагання                               | Збірна | Вагова категорія          | Місце  |
| -------------------------------------- | ------ | ------------------------- | ------ |
| Гран-прі Німеччини з боротьби 2007     | КНР    | жіноча боротьба, до 63 кг | 8      |
| Austrian Ladies Open 2007              | КНР    | жіноча боротьба, до 63 кг | Бронза |
| Міжнародний меморіал Дейва Шульца 2010 | КНР    | жіноча боротьба, до 63 кг | 4      |